# Сен-Жорж-д’Эсперанш
Сен-Жорж-д'Эсперанш (фр. Saint-Georges-d'Espéranche) — коммуна во Франции, находится в регионе Рона — Альпы. Департамент коммуны — Изер. Входит в состав кантона Ла-Верпийер. Округ коммуны — Вьенн.
Код INSEE коммуны — 38389. Население коммуны на 2012 год составляло 3244 человека. Населённый пункт находится на высоте от 270 до 460 метров над уровнем моря. Муниципалитет расположен на расстоянии около 430 км юго-восточнее Парижа, 30 км юго-восточнее Лиона, 70 км северо-западнее Гренобля. Мэр коммуны — M. Camille Lassalle, мандат действует на протяжении 2014—2020 гг.
Динамика населения (INSEE):